# Chozas de Abajo
Chozas de Abajo (phonétique espagnole : tʃoθaz ðe aˈβaxo) est un municipio (municipalité ou canton), dans la province de León, communauté autonome de Castille-et-León, dans le Nord de l'Espagne.
C'est aussi le nom du chef-lieu de ce municipio.
Le municipio regroupe les localités suivantes :
- Antimio de Arriba,
- Ardoncino,
- Banuncias,
- Cembranos,
- Chozas de Abajo (chef-lieu),
- Chozas de Arriba,
- Méizara,
- Mozóndiga,
- Villar de Mazarife.

C'est une halte sur le Camino francés du Chemin de Saint-Jacques.

## Culture et patrimoine

### Pèlerinage de Compostelle
Sur le Camino francés du Pèlerinage de Saint-Jacques-de-Compostelle, par la branche du Calzada de los Peregrinos, on vient de la localité de Oncina de la Valdoncina dans le municipio de Valverde de la Virgen.
La prochaine halte est Villar de Mazarife vers le sud-ouest par la suite du Camino Real ; ou bien Villadangos del Páramo, dans le municipio du même nom, si on se dirige au nord-ouest vers le Camino Real.

### Patrimoine civil et naturel

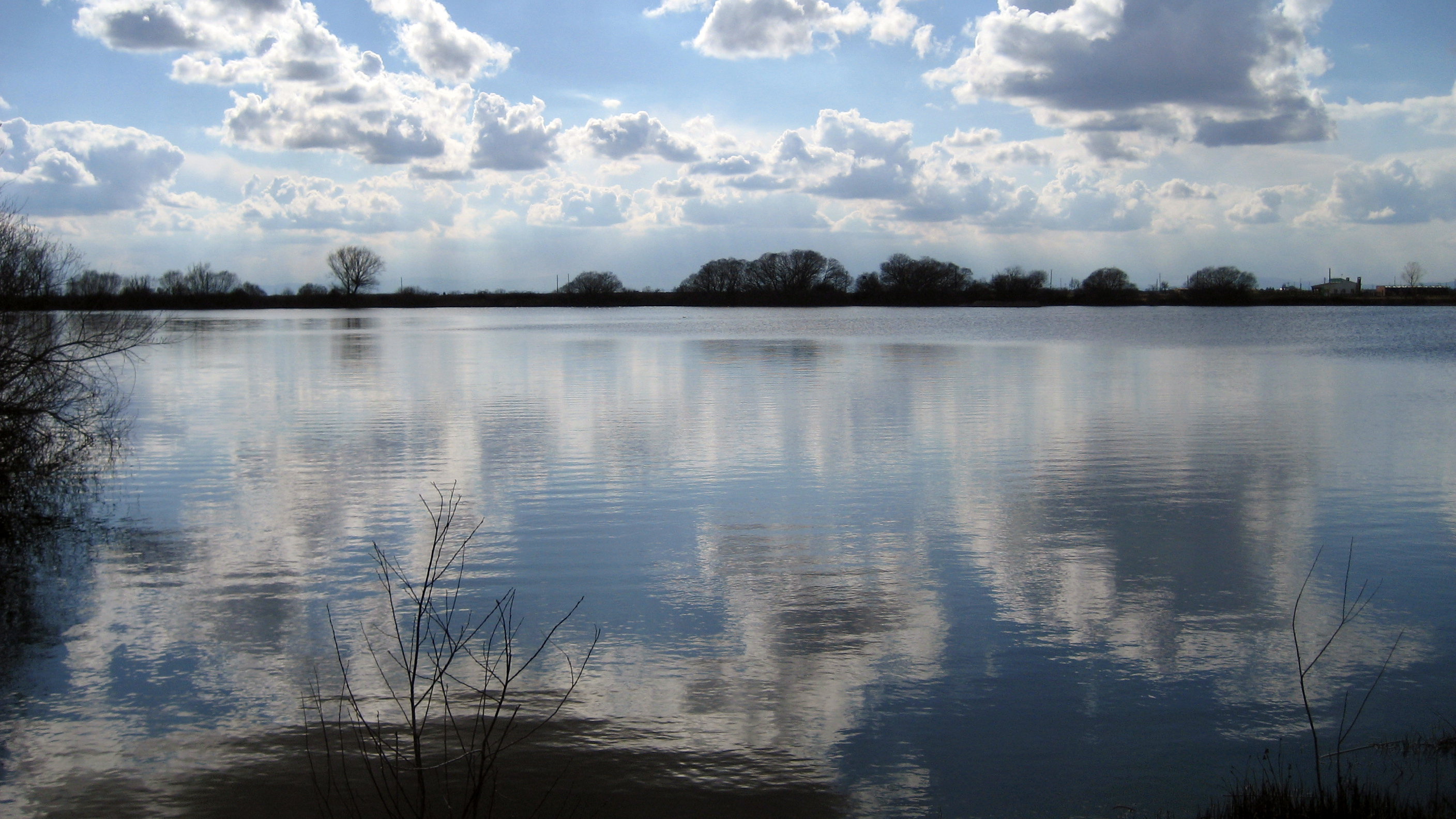
Lagune de Chozas de Arriba.

## Sources et références
- (es) Cet article est partiellement ou en totalité issu de l’article de Wikipédia en espagnol intitulé « Chozas de Abajo » (voir la liste des auteurs).
- Grégoire, J.-Y. & Laborde-Balen, L. , « Le Chemin de Saint-Jacques en Espagne - De Saint-Jean-Pied-de-Port à Compostelle - Guide pratique du pèlerin », Rando Éditions, mars 2006,  (ISBN 2-84182-224-9)
- « Camino de Santiago St-Jean-Pied-de-Port - Santiago de Compostela », Michelin et Cie, Manufacture Française des Pneumatiques Michelin, Paris, 2009,  (ISBN 978-2-06-714805-5)
- « Le Chemin de Saint-Jacques Carte Routière », Junta de Castilla y León, Editorial